# Mosfil'm
Mosfil'm (in russo Мосфильм? məs'fʲɨlʲm) è uno studio cinematografico russo con sede a Mosca, uno dei più antichi e produttivi d'Europa, dell'ex-URSS e dell'attuale Federazione Russa.
I più famosi registi sovietici hanno lavorato per questa casa, tra cui Andrej Tarkovskij e Sergej Ėjzenštejn, realizzando quelli che sono considerati i migliori film mai fatti in URSS. Lo studio riuscì a vincere l'Oscar al miglior film straniero per tre volte con Guerra e pace, Dersu Uzala - Il piccolo uomo delle grandi pianure (in co-produzione con il Giappone) e Mosca non crede alle lacrime.

## Storia

L'operaio e la kolchoziana in un francobollo del 1976.

Il nucleo originario della Mosfil'm nasce nel novembre 1923 con la nazionalizzazione presso il Goskino degli studi privati appartenuti ai produttori Aleksandr Chanžonkov e Iosif Ermol'ev. L'anno successivo viene realizzato il primo film, Na kryl'jach vvys' (На крыльях ввысь) di Boris Michin, mentre nel 1927 viene costruito un nuovo complesso cinematografico in quella che avrebbe successivamente assunto la denominazione di Mosfil'movskaja ulica, presso la Collina dei passeri. Lo studio prende più tardi il nome di Moskinokombinat e assume la denominazione definitiva nel 1936.
Durante la seconda guerra mondiale il personale viene evacuato ad Alma-Ata e lo studio si fonde con altre importanti case nella Central'naja Ob'edinennaja Kinostudija, ma già nel 1943 ritorna ad essere Mosfil'm.
Al discioglimento dell'URSS, la lista di film prodotti ammontava a oltre 3.000 titoli. Dopo un periodo di crisi negli anni novanta, oggi è tornata ad essere una delle principali case di produzione del mondo. A partire dal 2011 ha rilasciato una selezione di film del suo archivio, visualizzabili nel suo canale YouTube e anche sul sito ufficiale.

## Logo
Il logo della Mosfil'm rappresenta la scultura L'operaio e la kolchoziana, monumento simbolo del realismo socialista eseguito da Vera Muchina per il padiglione sovietico dell'Expo 1937 di Parigi. Compare per la prima volta con la commedia musicale Primavera di Grigori Aleksandrov.

## Filmografia parziale
- La corazzata Potëmkin (Броненосец Потëмкин), regia di Sergej Michajlovič Ėjzenštejn (1925)
- Tutto il mondo ride (Весёлые ребята), regia di Grigorij Vasil'evič Aleksandrov (1934)
- Aėrograd (Аэроград), regia di Aleksandr Petrovič Dovženko (1935)
- Il circo (Цирк), regia di Grigorij Vasil'evič Aleksandrov e Isidor Simkov (1936)
- Kosmičeskij rejs (Космический рейс), regia di Vasilij Nikolaevič Žuravlёv (1936)
- Aleksandr Nevskij, regia di Sergej Michajlovič Ėjzenštejn (1938)
- Volga, Volga (Волга-Волга), regia di Grigorij Vasil'evič Aleksandrov (1938)
- I trattoristi (Трактористы), regia di Ivan Aleksandrovič Pyr'ev (1939)
- Ivan il Terribile (Иван Грозный), regia di Sergej Michajlovič Ėjzenštejn (1944)
- La congiura dei Boiardi (Иван Грозный – 2 серия), regia di Sergej Michajlovič Ėjzenštejn (1946)
- Sadko (Садко), regia di Aleksandr Lukič Ptuško (1953)
- Il conquistatore dei Mongoli (Илья Муромец), regia di Aleksandr Lukič Ptuško (1956)
- Quando volano le cicogne (Летят журавли), regia di Michail Konstantinovič Kalatozov (1957)
- Strada infuocata (Огненные версты), regia di Samson Iosifovič Samsonov (1957)
- Ballata di un soldato (Баллада о солдате), regia di Grigorij Naumovič Čuchraj (1959)
- Il rullo compressore e il violino (Каток и Скрипка), regia di Andrej Tarkovskij (1960)
- Gusarskaja ballada (Гусарская баллада), regia di Ėl'dar Aleksandrovič Rjazanov (1962)
- L'infanzia di Ivan (Иваново детство), regia di Andrej Tarkovskij (1962)
- A zonzo per Mosca (Я шагаю по Москве), regia di Georgij Nikolaevič Danelija (1963)
- Benvenuti ovvero vietato l'ingresso agli estranei (Добро пожаловать, или Посторонним вход воспрещён), regia di Ėlem Germanovič Klimov (1964)
- Soy Cuba (Я - Куба), regia di Michail Konstantinovič Kalatozov (1964)
- Tišina (Тишина), regia di Vladimir Pavlovič Basov (1964)
- Živye i mёrtvye (Живые и мёртвые), regia di Aleksandr Borisovič Stoller (1964)
- Vremja, vperёd! (Время, вперёд!), regia di Michail Abramovič Švejcer (1965)
- Strjapucha (Стряпуха), regia di Ėdmond Keosajan (1965)
- Avventura di un dentista (Похождения зубного врача), regia di Ėlem Germanovič Klimov (1965)
- Sovest (Совесть), regia di Sergei Alekseyev (1966)
- Iyirmialtilar (Двадцать шесть бакинских комиссаров), regia di Aždar Ibragimov (1966)
- Lenin in Polonia (Lenin v Pol'še), regia di Sergej Iosifovič Jutkevič (1966)
- Beregis' avtomobilja (Берегись автомобиля), regia di Ėl'dar Aleksandrovič Rjazanov (1966)
- Neulovimye mstiteli (Неуловимые мстители), regia di Ėdmond Keosajan (1966)
- Andrej Rublëv (Андрей Рублёв), regia di Andrej Tarkovskij (1966)
- Vij (Вий), regia di Gueorgui Kropatchev e Konstantin Eršov (1967)
- Guerra e pace (Война и мир), regia di Sergej Fëdorovič Bondarčuk (1967)
- Crociera di lusso per un matto (Бриллиантовая рука), regia di Leonid Gajdaj (1968)
- I fratelli Karamazov (Bratya Karamazovy), regia di Kirill Jur'evič Lavrov, Ivan Aleksandrovič Pyr'ev e Michail Aleksandrovič Ul'janov (1969)
- Il bianco sole del deserto (Белое солнце пустыни), regia di Vladimir Jakovlevič Motyl' (1969)
- Una pioggia di stelle (Чайковский ), regia di Igor' Talankin (1969)
- La guardia bianca (Бег), regia di Aleksandr Aleksandrovič Alov e Vladimir Naumovič Naumov (1970)
- Sport, sport, sport (Спорт, спорт, спорт), regia di Ėlem Germanovič Klimov (1970)
- Opekun (Опекун), regia di Al'bert Sarkisovič Mkrtčjan (1970)
- 12 stul'ev (12 стульев), regia di Leonid Gajdaj (1971)
- Stariki-razbojniki (Старики-разбойники), regia di Ėl'dar Aleksandrovič Rjazanov (1971)
- Džentl'meny udači (Джентльмены удачи), regia di Aleksandr Seryj (1971)
- Solaris (Солярис), regia di Andrej Tarkovskij (1972)
- Ivan Vasil'evič menjaet professiju (Иван Васильевич меняет профессию), regia di Leonid Gajdaj (1973)
- Amico tra i nemici, nemico tra gli amici (Свой среди чужих, чужой среди своих ), regia di Nikita Sergeevič Michalkov (1974)
- Moskva, ljubov' moja (Москва, любовь моя), regia di Aleksandr Naumovič Mitta e Kenji Yoshida (1974)
- Una matta, matta, matta corsa in Russia (Невероятные приключения итальянцев в России), regia di Franco Prosperi e Ėl'dar Aleksandrovič Rjazanov (1974)
- Dersu Uzala - Il piccolo uomo delle grandi pianure (Дерзу Узала), regia di Akira Kurosawa (1975)
- Equivoci di una notte di capodanno (Ирония судьбы, или С лёгким паром!), regia di Ėl'dar Aleksandrovič Rjazanov (1975)
- La fuga del signor Makkinli (Бегство мистера Мак-Кинли), regia di Michail Abramovič Švejcer (1975)
- Il lupo del rock'n roll (Ma-ma), regia di Elisabeta Bostan (1976)
- Ženščina, kotoraja poët (Женщина, которая поёт), regia di Aleksandr Orlov (1978)
- Mosca non crede alle lacrime (Москва слезам не верит), regia di Vladimir Men'šov (1979)
- Atterraggio zero (Экипаж), regia di Aleksandr Naumovič Mitta (1979)
- Zvyozdny inspektor (Звёздный инспектор), regia di Mark Kovalyov e Vladimir Polin (1980)
- Valentina (Валентина), regia di Gleb Anatol'evič Panfilov (1981)
- Sportloto-82 (Спортлото-82), regia di Leonid Gajdaj (1982)
- V poslednyuyu ochered (В последнюю очередь), regia di Andrej Ivanovič Ladynin (1981)
- Dusha (Душа), regia di Aleksandr Stefanovič (1981)
- Bez svidetelej (Без свидетелей), regia di Nikita Sergeevič Michalkov (1983)
- Letargija (Летаргия), regia di Valerij Jakovlevič Lonskoj (1983)
- Čučelo (Чучело), regia di Rolan Antonovič Bykov (1983)
- Uragan prikhodit neozhidanno (Ураган приходит неожиданно), regia di Natalya Velichko (1984)
- Myortvye dushi (Мёртвые души), regia di Michail Abramovič Švejcer - miniserie TV (1984)
- Vyigrysh odinokogo kommersanta (Выигрыш одинокого коммерсанта), regia di Sebastián Alarcón (1984)
- Šans (Шанс), regia di Aleksandr Majorov (1984)
- Zimnij večer v Gagrach (Зимний вечер в Гаграх), regia di Karen Georgievič Šachnazarov (1985)
- Va' e vedi (Иди и смотри), regia di Ėlem Germanovič Klimov (1985)
- Matveeva radost (Матвеева радасть), regia di Irina Ivanovna Poplavskaja (1986)
- Opasno dlja žizni! (Опасно для жизни!), regia di Leonid Gajdaj (1985)
- Kur'er (Курьер), regia di Karen Georgievič Šachnazarov (1986)
- Cholodnoe leto pat'desjat tret'ego... (Холодное лето пятьдесят третьего), regia di Aleksandr Proškin (1987)
- Avaria - doč menta (Авария — дочь мента), regia di Michail Tumanišvili (1989)
- Tak zhit nelzya (Так жить нельзя), regia di Stanislav Govoruchin - documentario (1990)
- Pasport (Паспорт), regia di Georgij Nikolaevič Danelija (1990)
- Zakat (Закат), regia di Aleksandr Zeldovich (1990)
- Nebesa obetovannye (Небеса обетованные), regia di Ėl'dar Aleksandrovič Rjazanov (1991)
- Predskazanie (Предсказание), regia di Ėl'dar Aleksandrovič Rjazanov (1993)
- Širli-myrli (Ширли-мырли), regia di Vladimir Men'šov (1995)